# Beney-en-Woëvre
Beney-en-Woëvre é uma comuna francesa na região administrativa de Grande Leste, no departamento de Meuse. Estende-se por uma área de 17,2 km². Em 2010 a comuna tinha 134 habitantes (densidade: 7,8 hab./km²).